# 感质
在哲学中，感质（英語：Qualia，/ˈkwɑːliə/或/ˈkweɪliə/；单数形式：Quale）的定义是主觀意识经验的獨立存在性和唯一性。Qualia这个词源自拉丁语中的形容词quālis'（拉丁語發音：[ˈkʷaːlɪs]）的中性复数形式，意为“of what sort”或“of what kind”（大致意为“...性”，例如红色性、有香味性等）在一特定事例中，例如“去尝一个橘子，一个当前的特定的橘子，感觉是什么样的”。
感质的其他例子包括头痛感，酒的味道，以及晚霞是红的。作为感受的性质特征，感质与“命题态度”相对，后者关注对经验的相信而不是直接体验到什么。
哲學家、认知科学家丹尼爾·丹尼特曾经表示“感质是‘一个我们不熟悉的词汇’，用以描述再熟悉不过的东西：事物在我们眼中的样子”。
很多辩论过度着重于这个词的定义，以及不同哲学家或强调或否定感质的特定特征的存在。因而，不同的对于感质的定义的自然性和存在性仍然有争议，这归咎于它不是一个可以实证的物质。

## 定义

红色的“红”是感质的一个常用的例子。

有许多关于感质的定义，随着时间推移不断演变。有一个比较简单、宽泛的定义是：“心理状态如其然的特征；人们感到痛、看到红色、闻到玫瑰之类的时的感觉材料。”
Clarence Irving Lewis，在他的书《Mind and the World Order》（1929）中，第一次用到了“感质”这个词的在现代广为接受的定义。
有一些可辨认的被给予的感觉材料（qualitative characters），它们可能可以在不同的经验中被重复，从而是普遍的；我把它们叫做“感质”。但是即使感质是普遍的，在不同经历中被辨认时，它们必须被与事物的属性区分开来。对这两者的混淆是许多历史上的概念，甚至是现代核心理论的特征。感质是直觉的（intuited）、被给予的，而不是任何可能的错误的结果；因为它是纯粹主观的。
Frank Jackson（1982）后来把感质定义为“主要是特定的身体感觉，但也包括特定感知经验，其中不包括纯粹的物理上的信息。”(p. 273)。
丹尼爾·丹尼特定义了4个常常归于感质的属性：
1. 不可言说：它们不能被交流，或者被以除直接经历外的任何方式传达。
2. 本质的：它们是物质无关的，不因经验有关的事物改变而改变。
3. 私人的：任何对它的人际交流是完全不可能的（它具有内在不可交流性）。
4. 可直接或立即理解性：经历一个感质就是知道自己经历了这一感质，且知道所有关于这一感质的信息。

如果感质如此描述，那么一个拥有正常视觉的人看到红色时，完全不可能描述这一感受以使从来没有感受过色彩的人能够完全理解这一经历。考虑到解释者可以做出類比，如“红色看起来是热情（hot）的”，或者给出一个看到红色时的条件，如“当一束波长为700nm的光射向你时你能看到红色”，感质的这种定义的支持者认为，这种尝试不能使对方完全理解这一经验。
另一个感质的定义是“未处理的感觉（感觉材料，raw feel）”。感觉材料是一种实存的感受本身（in and of itself），不对人的行为或行为倾向有任何影响。相反，处理过的感觉（cooked feel）是因它对人的影响而被感知的。如，尝酒时的总体感觉是无法言说的感觉材料，但是尝酒时温暖的感受或苦味是一个cooked feel。Cooked feel不是感质。
根据索尔·克里普克在他的论文“同一性与必然性”（1971）中提出的一个观点，“感觉材料可以被有意义地讨论——感觉材料实存”的一个关键推论是：两个实体展现出完全相同的行为，除了其中一个缺失感质，在逻辑上可能。物理主义的反对者声称，只凭借这个推论就足以否定物理主义；虽然很少有人去讨论这种缺失感质的实体（它们被称做哲學殭屍）。
可以说，享乐主义功利主义的观念取决于感觉的存在，其中事物的伦理价值取决于它们引起的主观愉悦或痛苦的数量。

## 对感质存在性的论证
既然根据感质的定义，说出感质是不可能的，那么直接在一个争论中展示它们也就是不可能的；所以需要一个间接的方法来探讨这一问题。关于感质的争论主要通过思想實驗来实现，它们被设计为能够得到感质存在这一结论。

### “成为…是什么感觉？”论证
尽管湯瑪斯·內格爾的论文“成为一只蝙蝠是什么感觉？”没有直接地提到“感质”这个词，它在关于感质的争论中被经常引用。内格尔认为意识有一个必要的主观特征，一个存在本身的切面（a what-it-is-like aspect）。他声称，一个生物当且仅当有一些东西使得它成为它本身—某些东西使它作为它自己而非其他生物存在时，它才是有意识的。内格尔还认为，心智的主观方面可能永远不能被客还原论科学的客观方法所阐明。他声称，如果我们承认一个关于心智的物理理论必须解释经验的客观特征，那么我们必须承认现在没有任何一个概念能够哪怕是提示我们这个过程是如何完成的。他进一步指出，似乎任何关于心智的物理理论都不能被完善至能够被用于解释客观或主观的一般问题。

### 颠倒色谱论证

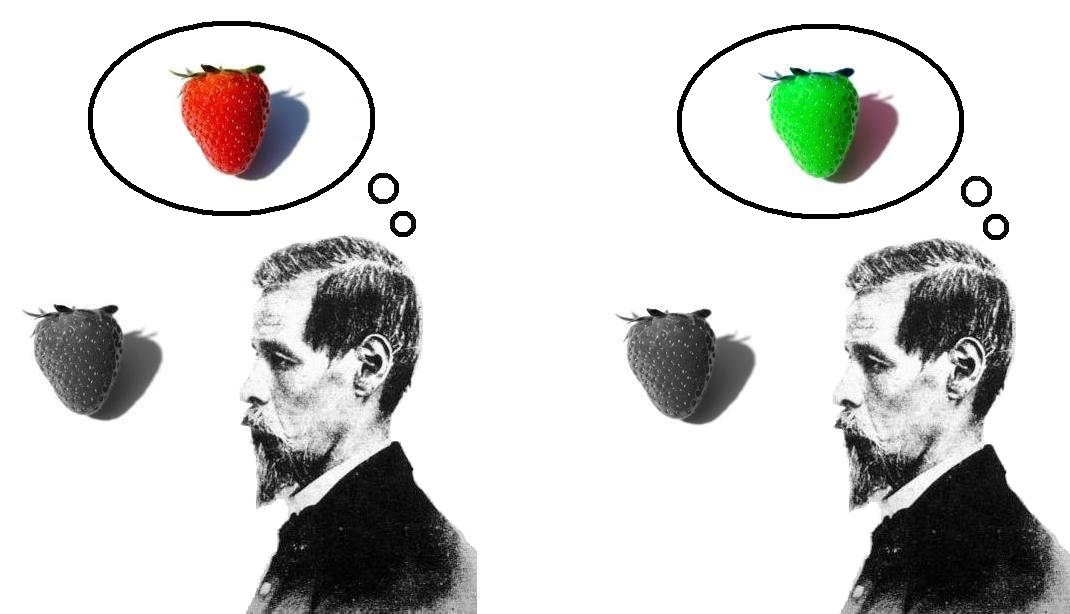
颠倒的感质

约翰·洛克第一次提出了颠倒色谱思想实验。在这个论证中，我们在一天清晨醒来，发现由于某种未知的原因所有的色调都反色了。我们进一步发现我们的身体没有任何可以解释这一现象的物理上的变化。支持感质存在的人争论说，既然我们能够无矛盾的想象这一现象存在，那么想象一个决定我们看待事物的方式（如颜色）的属性的改变就是可能的了；而且这一改变并不需要物理变化作为基础。更加详细的说，
1. “A与B同一”蕴含“A可推出B”。（同一性确保必然性）
2. 如果某事可能为假，那么它就不是必要的。
3. “感质与物理上的大脑状态不同”是可想像的（我们可以想象自己将红感知为“绿”）。
4. 如果某事可以想象，那么它就是可能的。
5. 根据3和4，感质与物理上的大脑状态可能不同，所以感质与物理上的大脑状态不同一。
6. 所以感质是非物理的。

这一论证继而宣称，如果我们认为它是可信的，那么我们必须承认感质存在（从而是非物理的）。某些哲学家认为这样的空想竟然能证明某事存在是荒谬的，而那个更加详细的版本包括了大量有关可思考性和可能性的假设—这些假设是有争议的。也许，给定的大脑状态只可能在我们的宇宙中产生一个感质，除此之外别无其他。

### 僵尸论证
类似的宣称自己是可想像的（换言之，不是不可想象的）一个假设说，世上可能存在物理上的人的复制品，姑且将他们称为“哲學殭屍”，他们与被复制者的差异仅在于他们没有感质。这些“僵尸”在任何情况下的反应都与普通人完全一致，但是他们没有主观感受。这一论证并不宣称人脑中有一个部分直接提供感质—这样的僵尸可能在主观意识与物理上的大脑分开时存在。（即这些僵尸没有灵魂，如果灵魂存在）

### 解释鸿沟论证
當我們受到外在世界刺激時，我們會透過內省得出心靈狀態，同時對生理上所出現的反應有部分的理解，但是在心靈狀態和生理狀態之間，似乎有著不小的斷差需要被解釋，而這種斷差似乎很難解釋。無論我們如何仔細的去研究，火燃燒時的物理結構中的中子和化學反應，無論獲得多麼客觀的訊息，我們都無法解釋為何當我們感受到火時，為何會產生火是紅色的、是炙熱的心靈狀態。也就是說，自然界物質為何在產生物理或化學上的變化之後，進而使我們產生了主觀的感受，這樣的事如何可能。這就是著名的感質的解釋性鴻溝。
有些觀點主張解釋性鴻溝是無法銜接的，因為這個世界就是存在這樣的鴻溝，經驗與感受是主觀上無法化約成物理的非物理性質。也有觀點在鴻溝存在的立論上，主張這樣的鴻溝並不會影響純物理主義觀點的經驗與感受，這個鴻溝所展現的只是，有些物理性質或狀態是主觀上無法化約的性質。相對地，也有其他觀點認為，解釋性鴻溝是可能被說明的，只是我們現在缺乏概念去銜接主觀視點和客觀視點。基於這種觀點，感質可能變成是物理性的，只是我們缺乏清楚的說法來解釋兩者的關係。針對前述的說法，有另一觀點表示，即便解釋性鴻溝原則上是可以銜接的，也不代表人類能夠做到這件事。經驗與感受是自然世界的一部份，就像是生命、DNA、閃電、消化一般。只靠我們擁有的概念，和所能形塑的概念，是無法認知到我們心靈根本結構的完整銜接性解釋的。
近年興起的另一個觀點，則主張確實存在一個無法銜接的鴻溝，但是這個鴻溝並不會對意識本質或物理主義者、功能主義者帶來影響，也就是說，這個鴻溝，並不會導致經驗和感受，與物理現象之間產生什麼額外的分支。不可化約的主觀性與客觀性，並不是兩個不同的自然現象，解釋性鴻溝是從現象概念的特殊性所產生，這些概念誤導我們，認為這個鴻溝是如此巨大而會帶來問題。其中一個說法是，現象概念只是藉由內省心靈狀態得出的索引式概念。 此說法的另一個版本則是，現象概念是第一人稱，且特別到在種類上就和其他概念不同。 這個回應親近於物理主義者用現象性質回應知識論證，但是，若現象概念的說法是錯誤的話，那就無法去解釋解釋性鴻溝。

### 知识论证
在Frank Jackson的文章“副现象感质”（1982）中，他提出了一个他称之为“知识论证”的关于感质的论证。例子是这样的：
颜色科学家Mary知道一切关于颜色的物理性质，包括一切颜色对于他人的物理影响—从特定颜色能引起的行為到特定颜色触发的特定神经冲动。但是，她从出生起就被封闭在一个只有黑白色的房间中，并且只被允许通过一个黑白显示器观察外界。当她被允许走出房间时，显然她通过第一次看到红色来了解了某些关于红色的东西—具体地说，她知道了看到红色是什么样的。
这个思想實驗有两个目的，其一是证明感质存在。如果某人同意这个思想实验，那么Jackson声称，Mary获得的新的知识就是与看到红色一致的感质，并且必须承认，感质是实存的属性—既然我们承认获得过特定感质的人与未获得的人有所不同。
第二个目的是驳斥物理主义者对心智的解释。更确切地说，这一思想实验是针对物理主义者对物理事实完备性的断言的攻击。这一攻击如下所述：
1. 在Mary被释放之前，她拥有所有关于他人色彩经验的物理信息。
2. 在她被释放之后，她获得了其他人也有的关于色彩的经验。
3. 因此，在她被释放之前Mary并不拥有所有他人对色彩的经验，即使她拥有所有他人对色彩的经验的物理部分。
4. 他人有关色彩的经验有非物理部分。
5. 物理主义是错的。

首先Jackson认为感质是副现象的——对于物质世界来说，不是因果效应。Jackson并未给出这一论断的正当理由，不如说，他似乎只是简单的断言了它，只是因为这一断言抵御了传统二元论。我们的自然假设是，感觉在物质世界中必定是有因果效力的，但有些人会问，如果它们不影响我们的大脑，我们怎么能认为它们存在呢？如果感质是非物理的属性（为了构成对物理主义的反对必须认同这一点），有些人认为想象“它们如何对物理世界产生因果影响”是几乎不可能的。通过将感质重新定义为副现象的，Jackson尝试保护它们免于充当一个因果的角色。
然而后来，Jackson开始反对副现象论。他认为，当Mary看到红色时，她说“wow”，而一定是因为Mary的感质使得她这么说。这与副现象论相矛盾。既然知识论证似乎是创造了这一矛盾，那么有什么一定错了。这论断经常被概括为“因为必须有一个理由，所以是这个理由。”

## 神经科学观点

### Rodolfo Llinás
当哲学地思考时，感质似乎是物理和形而上论断的分歧点—这使得争论被两极化，如之前所说，变成“它们真的存在吗？”和“它们是物理的还是非物理的？”。然而，从神经科学角度，感质完全可以是神经冲动，对生物生存有非常重要的影响的同时作为一个形而上学概念。Rodolfo Llinás在《I of the Vortex》（MIT Press, 2002，pp. 202–207）中给出的一个好的例子是这样的：感质是自古以来的、对生物生存和产生神经冲动必要的东西。他给出了一个证据：麻醉大脑后刺激四肢（膝跳反射之类），来证明感质可以被“关掉”且只改变神经冲动。这是对感质起源于电信号，或与电信号有紧密关联的有力证据。

### Roger Orpwood
Roger Orpwood是一个有着丰富神经机制研究经验的工程师。他提出了一个神经科学模型，用以解释感质，以及最终解释意识。认知和计算神经科学不断完善，使得从科学角度研究心智和感质的需求变得迫切。Orpwood并不否认感质的存在；他认为，感质是通过大脑皮层的再进入反馈机制创造出的。